# Karl Selig

Karl Selig

Karl Selig (* 27. August 1889 in Quedlinburg; † 19. April 1945 ebenda) war ein deutscher nationalsozialistischer Politiker. In der 9. Wahlperiode 1933 vertrat er die NSDAP im deutschen Reichstag und von 1934 bis 1945 war er Oberbürgermeister der Stadt Quedlinburg.

## Leben
Selig besuchte bis 1904 die neunklassige Mittelschule in seiner Geburtsstadt. Danach absolvierte er eine dreijährige Lehre in einer Großhandelsfirma und besuchte die kaufmännische Fachschule in Quedlinburg. Als Kaufmann ließ er sich in Oranienbaum nieder. Er wurde Mitglied der NSDAP am 1. Februar 1931 (Mitgliedsnummer 429.053). Er wurde Mitglied des Anhaltischen Landtages und 1933 Reichstagsmitglied. Gleichzeitig war er NSDAP-Ortsgruppen- und Kreisleiter. Selig kandidierte am 29. März 1936 erneut bei der Reichstagswahl, erhielt aber kein Mandat mehr. Selig war ab 1939 auch Mitglied der SS (Mitgliedsnummer 340.785), wo er es bis zum Sturmbannführer brachte.